# Mrežnica - Tounjčica
Mrežnica - Tounjčica este o arie protejată (sit de importanță comunitară — SCI) din Croația întinsă pe o suprafață de 1.095,98 ha, integral pe uscat.

## Localizare
Centrul sitului Mrežnica - Tounjčica este situat la coordonatele 45°17′02″N 15°23′42″E / 45.284°N 15.395°E.

## Înființare
Situl Mrežnica - Tounjčica a fost declarat sit de importanță comunitară în iulie 2013 pentru a proteja 1 specie de plante și 8 specii de animale.

## Biodiversitate
Situată în ecoregiunea continentală, aria protejată conține 2 habitate naturale: Cursuri de apă de la nivel de câmpie la nivel montan, cu vegetație Ranunculion fluitantis și Callitricho-Batrachion, Cascade cu formare de travertin ale râurilor carstice din Alpii Dinarici.
La baza desemnării sitului se află mai multe specii protejate:
- plante (1): Apium repens
- mamifere (2): castor (Castor fiber), vidră de râu (Lutra lutra)
- nevertebrate (2): Austropotamobius torrentium, Unio crassus
- pești (4): obleț mare (Alburnus sarmaticus), Barbus balcanicus, zglăvoacă (Cottus gobio), babușcă de tur (Rutilus virgo)